# Talia (Rebsorte)
Talia ist eine in Portugal angebaute Weißweinsorte, über deren Herkunft Unklarheit herrscht. Während die Reben, die man dem renommierten Ampelographen Pierre Galet zur Untersuchung schickte, eindeutig mit der Sorte Trebbiano identisch sind, sind andere Reben eindeutig eigenständig. Wegen dieser unklaren Situation wird Talia gegenwärtig noch als eigenständige Sorte geführt.
Der Anbau der Sorte wird in den Regionen Ribatejo und Oeste empfohlen. Darüber hinaus ist sie in den Regionen Douro, Minho, Trás-os-Montes, Beira Litoral, Beira Interior, Alentejo und Algarve zugelassen. In den 1990er Jahren wurde eine Rebfläche von ca. 571 Hektar erhoben.
Talia ist eine Varietät der Edlen Weinrebe (Vitis vinifera). Sie besitzt zwittrige Blüten und ist somit selbstfruchtend. Beim Weinbau wird der ökonomische Nachteil vermieden, keinen Ertrag liefernde, männliche Pflanzen anbauen zu müssen.

## Synonyme
Alfrocheiro Blanco, Bragunha, Braquinha, Branquinha, Douradina, Douradina branco, Douradinha, Douradinha dos Vinhos Verdes, Engana Rapazes, Esgana Rapazes, Espadeiro Branco, Eugana Repazes, Fernao Pires de Beco, Malvasia Fina, Padeiro Branco, Paduro Branco, Pêra de Bode, Thalia.